# Бубал біломордий
Бубал біломордий (лат. Damaliscus pygargus) — вид африканських антилоп роду бубал, поширений в ПАР. Поділяється на два підвиди — Damaliscus pygargus pygargus і Damaliscus pygargus phillipsi.

## Морфологія
У біломордого бубала густа темно-коричнева шерсть з темними боками та верхніми частинами кінцівок, а також з білим черевом і нижніми частинами кінцівок. У дорослих самців шерсть з червонуватим відливом. На морді біла пляма, що тягнеться від основи рогів до рота, звужуючись між очима. У підвиду Damaliscus pygargus phillipsi вона вужча. У підвиду Damaliscus pygargus pygargus задня частина тіла, включаючи ноги, пофарбована у білий колір, що у його родича виражено меншою мірою. Загривок помітно видається вгору, голова довга і гостра. У обох статей чорні закручені роги.

## Поведінка

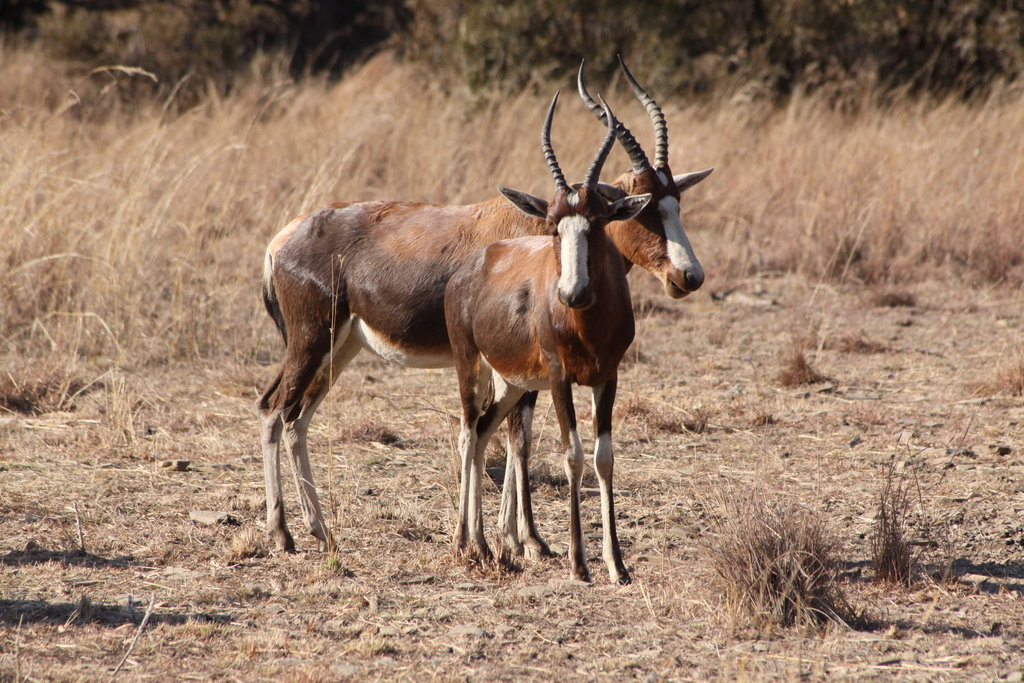
Два біломордих бубали

Самки біломордого бубала живуть у невеликих групах, що складаються в середньому з трьох особин. Самці — господарі ареалів і приєднуються до груп самок, коли ті знаходяться на їх території. На певний період часу вони охороняють самок від інших самців.

## Охоронний статус
Чисельність обох підвидів сильно скоротилася. У той час як кількість особин підвиду Damaliscus pygargus phillipsi за останній час змогла знову злегка зрости до 24 тисяч і стабілізуватися, Damaliscus pygargus pygargusзалишається дуже рідкісним. У дикій природі живуть лише близько 1500 особин, ще 2000 в зоопарках світу. Його чисельність, проте, також стабільна і МСОП оцінює цей підвид що не знаходиться під загрозою. Оскільки обидва підвиди паруються один з одним, чіткі відмінності іноді скрутні. Для збереження цього виду в ПАР в 1931 році був відкритий національний парк Бонтебок, що є місцевою назвою даного виду.